# Lectura
La lectura es la interpretación (por parte de una persona, el lector/la lectora) del significado de algún tipo de información o ideas almacenadas en un soporte (véase palabra y texto) y transmitidas mediante algún tipo de código (usualmente un lenguaje, que puede ser visual o táctil; por ejemplo, el sistema braille) o de otros que pueden no estar basados en el lenguaje, tales como la notación o los pictogramas. Se usa generalmente para fines informativos, de enseñanza-aprendizaje, de análisis y de comprensión. Se trata de una de las habilidades humanas para descifrar letras o cualquier otro idioma creado o no por el ser humano.

"La lectura es un acto de formación cotidiano". 
 François Texier

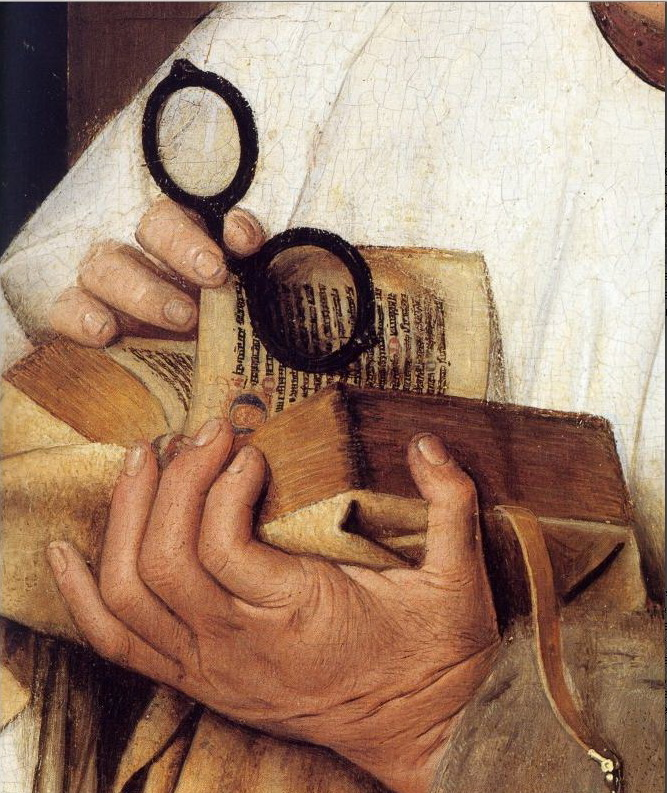
Detalle de la Virgen del canónigo Van der Paele, de Jan van Eyck.

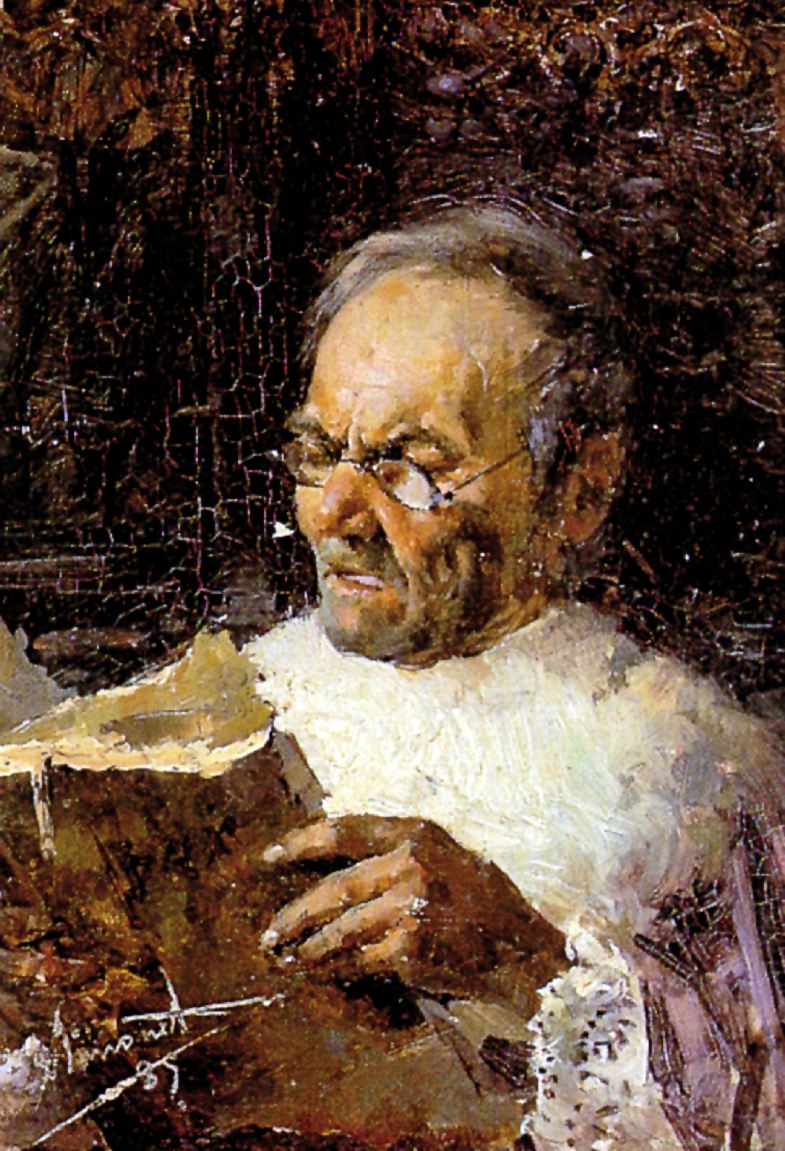
Canónigo leyendo (1889), de Enrique Simonet.

Max Weber ha planteado tres definiciones para la lectura:
- Saber pronunciar las palabras escritas.
- Saber identificar las palabras y el significado de cada una de ellas.
- Saber extraer y comprender el significado de un texto.[2]

## Mecánica de la lectura
- La fisiología permite comprender la capacidad humana de leer desde el punto de vista biológico, gracias al estudio del ojo humano, el campo de visión y la capacidad de fijar la vista.
- La psicología ayuda a definir el proceso mental que se lleva a cabo durante la lectura, ya sea en la fase de decodificación de caracteres, símbolos e imágenes, o en la fase de asociación de la visualización con la palabra. Los procesos psicológicos de la lectura fueron estudiados por primera vez a fines del siglo XIX por Emile Javal, entonces director del laboratorio de oftalmología de la Universidad de La Sorbona.
- La pedagogía clínica se ocupa de los aspectos educativos en cuanto al proceso enseñanza-aprendizaje de la lectoescritura, de los disturbios específicos de la lectura, y las habilidades necesarias para una lectura eficaz.

## Etapa de la Lectura

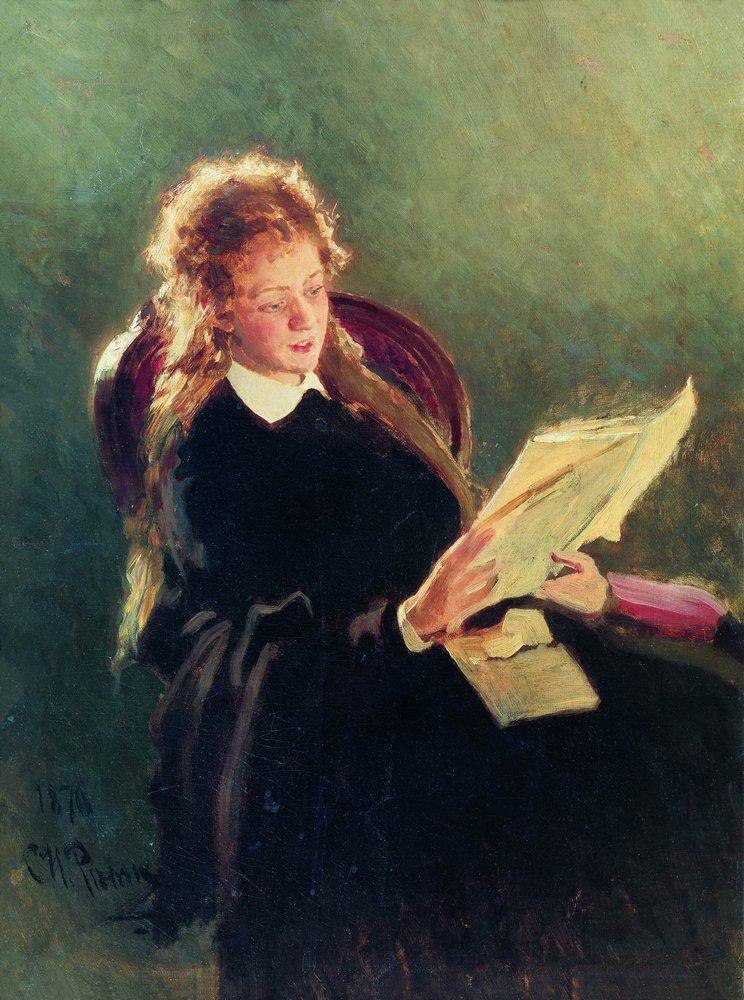
Muchacha leyendo (1876), de Ilya Repin.

La lectura es un fenómeno humano complejo estudiado principalmente por un área de las neurociencias denominada psicología cognitiva, una especialidad científica interdisciplinaria que retoma importantes aportes tanto de las ciencias del cerebro y de la cognición como de la psicología en general para elaborar modelos científicos rigurosos que intentan entender y explicar lo que sucede en el cerebro durante el proceso de la lectura y otros fenómenos cognitivos similares. Podemos decir, primero que todo, que la lectura comienza cuando se da un estímulo sensitivo externo a través de uno solo o una conjunción de los sentidos, es decir, cuando por ejemplo se fija la mirada en un texto escrito. En tal caso, los ojos, que son dos órganos sensoriales capaces de percibir la luz en el entorno del individuo, envían tal percepción en forma de señales a través de los nervios ópticos hasta el cerebro, donde se entrecruzan en el quiasma óptico y llegan al lóbulo occipital que interpreta esas señales y “decide” que se trata de símbolos a los que luego el cerebro decodifica, les da identificación y les asigna significado. Hay que entender que la función única de los órganos sensoriales es la captación del estímulo exterior, que es enviado en forma de señales al sistema nervioso central y que solo adquiere significación cuando esas señales son procesadas por el cerebro, haciendo de la lectura un fenómeno eminentemente neurológico y psicológico, entendida esta como dar sentido a los símbolos. Es por esta razón que los diferentes medios de lectura, tanto el visual como por ejemplo utilizar el sistema braille, o aun escuchar una narración oral, parecen estimular las mismas zonas del cerebro en todos los seres humanos —aquellas relacionadas con el lenguaje y la imaginación— y evocar imágenes, ideas y sentimientos mediante mecanismos muy similares. Si bien la lectura parece ocurrir mayormente en la región de cerebro llamada lóbulo temporal (la principal zona del cerebro relacionada con el lenguaje), también tiene gran actividad en ella la corteza visual ubicada en el lóbulo occipital, que trabaja no solo para procesar información visual sino para recrear imágenes mentales; así como otras muchas regiones varias del cerebro esparcidas por toda la neocorteza cerebral, característica que la lectura comparte con otras funciones intelectuales superiores como la habilidad matemática y la conciencia y que es un signo de su complejidad neurológica.
Durante la lectura visual convencional se ha identificado el movimiento que realiza la mirada a través de las letras como «movimiento sacádico» o sacadas, es decir, un movimiento con la finalidad de obtener una imagen completa de algo, compensando el hecho de que la fóvea es estrecha y tiene un campo visual limitado. Un individuo “sano” (esto es, sin problemas que afecten su inteligencia ni su visión) tardará entre 200 y 300 milisegundos en promedio en fijar su atención a cada palabra en un texto y unos 69 milisegundos en saltar entre ellas. Esto es un promedio y no toma en cuenta aspectos como la comprensión lectora o el releer las palabras.
El primer científico en identificar las bases neuroanatómicas de la lectura y de los padecimientos que la afectan (alexia y dislexia) fue el francés Joseph Dejerine, quien escribió lo siguiente luego de realizar exámenes post mortem a varios pacientes diagnosticados con dislexia: «Siempre hay una lesión muy atrás en la región temporal posterior del hemisferio izquierdo, donde entran en contigüidad los lóbulos occipital y parietal». También demostró que la alexia dependía de una lesión unilateral en el hemisferio izquierdo del cerebro, iniciando así el estudio neurológico de este tipo de padecimientos.

## Lecturas especiales
La lección de escrituras diferentes de las lenguas del poniente o de escrituras especiales como escrituras para personas ciegas o notación musical se diferencia mucho de lo ya descrito.

### Direccionalidad de la lectura
Experimentos con escrituras diferentes han demostrado que no solo los movimientos oculares se acostumbran a la dirección de leer sino todo el sistema percepcional. Por ejemplo, si se escribe de derecha a izquierda y de arriba abajo, como en chino tradicional, no solo los movimientos sacádicos cambian sus direcciones, sino también el umbral de visión (perceptual span)  y el periodo de identificación de las palabras (word identification span) cambian sus formas.

### Caracteres especiales
Escrituras que usan caracteres especiales no tienen alfabeto. Por ejemplo en la escritura china cada carácter representa una sílaba, es decir al leer un texto carácter por carácter se puede vocalizar sílaba por sílaba. De un carácter se puede deducir su significación inmediatamente. Por eso, aunque la tipografía difiere mucho de la del occidente, no hay tantas diferencias: las duraciones de las fijaciones, las distancias de las sacadas y las extensiones de los spans difieren, pero los fundamentos como subvocalización y regresiones son casi idénticos.

### Braille

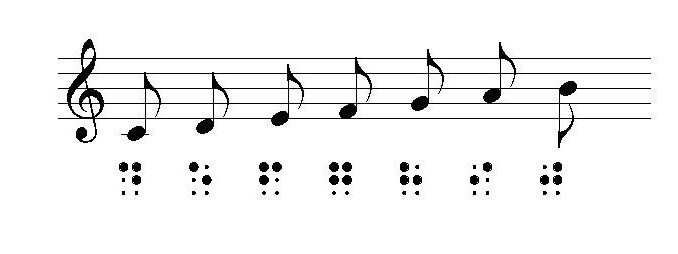
Música en Braille

Braille es una escritura táctil usada por personas ciegas, es decir se lee con las manos en lugar de los ojos. La lección de esta escritura es mucho más secuencial y despacio que la de lectura visual.

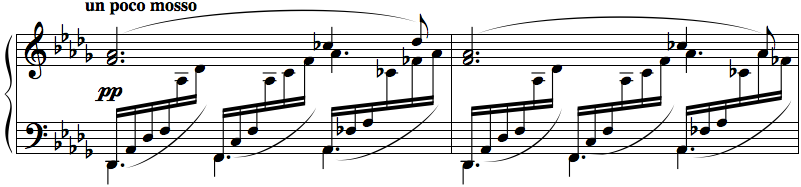
Fragmento del Claro de Luna, de Claude Debussy (1890).

### Notación musical
Notación musical es la escritura para anotar música. Aunque es posible cantar una melodía por notas no es posible vocalizar esta escritura directamente, especialmente si contiene acordes, es decir varias notas suenan simultáneamente. En general el lector no convierte notas en habla pero sí en movimientos del cuerpo. Los movimientos oculares se acomodan al contenido del «texto»: si la melodía domina hay más sacadas horizontales, si la armonía domina hay más sacadas verticales.

### Fórmulas matemáticas
La lectura de fórmulas matemáticas se distingue de lector a lector. Aunque en general son leídas de izquierda a derecha, hay muchos casos especiales, por ejemplo si la fórmula contiene fracciones o matrices. La lectura de fórmulas matemáticas es mucho más abstracta que la lectura de todas las otras escrituras: es posible vocalizar una fórmula, pero eso no ayuda a comprender su sentido. La comprensión de fórmulas es terreno interesante pero hay pocos experimentos en este ámbito.

### Fórmulas químicas
La lectura de fórmulas químicas requiere el conocimiento de la nomenclatura o reglas de formulación química, de las que existen diversas variantes. Así por ejemplo, el compuesto cuya fórmula química es H2SO4 puede ser leído o nombrado de las siguientes formas, todas ellas aceptadas por la IUPAC:
- Ácido sulfúrico. (Nomenclatura tradicional)
- Ácido tetraoxosulfúrico (VI). (Nomenclatura de Stock anterior a 2005)
- Tetraoxosulfato (VI) de hidrógeno. (Nomenclatura sistemática - Recomendaciones IUPAC anterior a 2005)
- Dihidróxidodióxidoazufre. (Nomenclatura de adición - Recomendaciones IUPAC 2005).
- Dihidrogeno(tetraoxidosulfato). (Nomenclatura de hidrógeno - Recomendaciones

## Técnicas de lectura
Hay distintas técnicas de lectura que sirven para adaptar la manera de leer al objetivo que persigue el lector. Las dos intenciones más comunes al leer son la maximización de la velocidad y la maximización de comprensión del texto. En general estos objetivos son contrarios y es necesario concertar un balance entre los dos.

### Técnicas convencionales
Entre las técnicas convencionales, que persiguen maximizar la comprensión, se encuentran la lectura secuencial, la lectura intensiva y la lectura puntual.

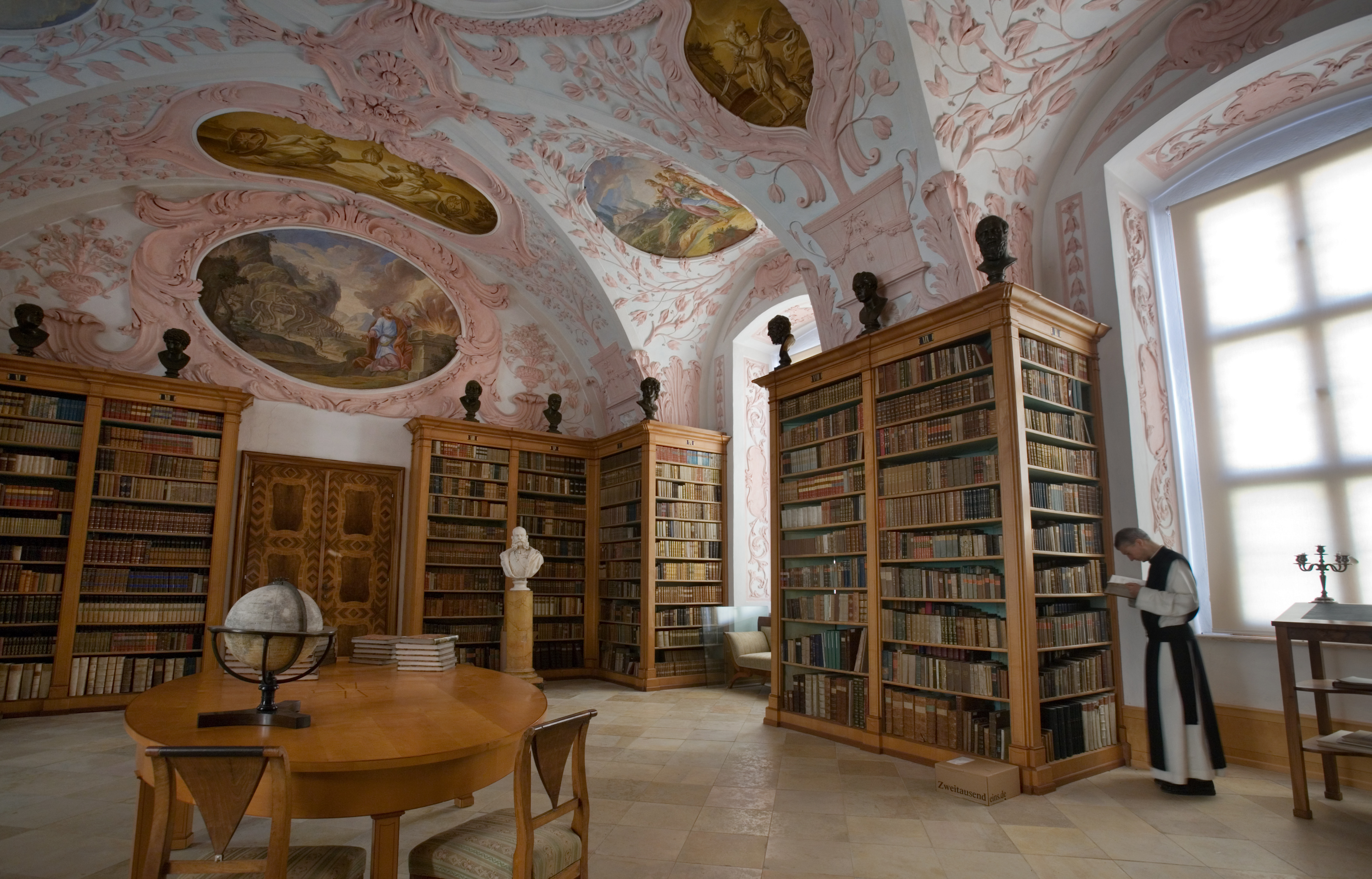
Leyendo en la Abadía

#### Lectura secuencial
La lectura secuencial es la forma común de leer un texto. El lector lee en su tiempo individual desde principio a fin, sin repeticiones u omisiones de la lectura.

#### Lectura intensiva
El objetivo de la lectura intensiva es comprender el texto completo y analizar las intenciones del autor. No es un cambio de técnica solo de la actitud del lector; no se identifica con el texto o sus protagonistas pero analiza el contenido, la lengua y la forma de argumentación del autor neutralmente.

#### Lectura puntual
Al leer un texto puntual el lector solamente lee los pasajes que le interesan. Esta técnica sirve para absorber mucha información en poco tiempo.
Esta modalidad se basaba en leer obras por completo, hasta que quedaran grabadas en la memoria. El lector reconstruye el libro y el sentido.

## Técnicas enfocadas a la velocidad de la lectura

### Velocidad de la lectura
La velocidad en la lectura normal depende de los fines y su unidad de medida se expresa en palabras por minuto (ppm):
- para memorización, menos de 100 ppm
- lectura para aprendizaje (100-200 ppm)
- lectura de comprensión (200-400 ppm)
- lectura veloz:(400-700 ppm)
  - informativa (500-800 ppm)

Entre ellas, la lectura de comprensión es probablemente el proceso más importante, ya que es la que motiva la lectura cotidiana de la mayor parte de la gente. En cambio, la lectura veloz es útil para procesar superficialmente grandes cantidades de texto, pero está por debajo del nivel de comprensión.
Las sugerencias para la elección de una determinada velocidad de lectura deben incluir la flexibilidad; la lectura reiterada de partes del texto cuando hay varios conceptos relativamente juntos o cuando el material no es familiar al lector y la aceleración cuando es un material familiar o presenta pocos conceptos.
Entre las técnicas de lectura que buscan mejorar la velocidad están la lectura diagonal, el scanning, SpeedReading y PhotoReading.

### Lectura diagonal
En lectura diagonal el lector solamente lee los pasajes especiales de un texto, como títulos, la primera frase de un párrafo, palabras acentuadas tipográficamente (negritas, cursivas), párrafos importantes (resumen, conclusión) y el entorno de términos importantes como fórmulas («2x+3=5»), listas («primer», «segundo»,...), conclusiones («por eso») y términos técnicos («costos fijos»). Se llama lectura diagonal porque la mirada se mueve rápidamente de la esquina superior izquierda a la esquina inferior derecha. De ese modo es posible leer un texto muy rápido a expensas de detalles y comprensión del estilo. Esta técnica es usada especialmente al leer páginas web (hipertexto).

### Escaneo
Escaneo es una técnica para buscar términos individuales en un texto, basada en la teoría de identificación de palabras comparando sus imágenes. El lector se imagina la palabra en el estilo de fuente del texto y después mueve la mirada rápidamente sobre el texto.

### Lectura
Historia
El uso de técnicas para lectura (reading) comenzó a desarrollarse a principios del siglo XX, cuando el volumen de la información escrita había aumentado considerablemente y debía estar al alcance de mayor número de personas.
Durante la Primera Guerra Mundial muchos pilotos perdían segundos vitales durante combate al tratar de distinguir si el avión que se aproximaba era del bando propio o del enemigo. En respuesta a ello se ideó el llamado «método taquitoscópico», que consistía en mostrar aviones en una pantalla[cita requerida] durante pocos segundos para adiestrar a los pilotos a distinguirlos. Gradualmente se aumentaba la cantidad de imágenes que se proyectaban cada vez y se reducía el tiempo de exposición. Esta idea fue tomada por los primeros cursos de lectura veloz, proyectando cada vez más palabras en una pantalla y reduciendo progresivamente el tiempo de exposición. Sin embargo, si se usa solamente este método, las personas tieden a volver a su velocidad de lectura habitual, ya que en realidad no se ha desarrollado una nueva habilidad lectora. El incremento en la velocidad de lectura observado en los soldados que emplearon el método taquitoscópico se debió probablemente a la motivación.
Tiempo después, en los años sesenta, se descubrió que con un entrenamiento adecuado los ojos aprenden a moverse más rápido, con lo cual aumenta la cantidad de palabras que es posible decodificar cada minuto.
Las técnicas modernas de lectura veloz se enfocan en la «captación dinámica», es decir, pretenden llegar a una lectura mental directa que permita ahorrar el tiempo de los pasos 2 y 3 (vocalización y audición) del proceso lector descrito arriba, ya que no se puede hablar o escuchar más de 100 palabras por minuto. Para ello procuran la visualización global de varias palabras o frases enteras. No obstante, los estudios de comprensión lectora hacen ver que la lectura veloz, ya sea informativa o de exploración, es útil para procesar gran cantidad de información en poco tiempo, pero inadecuada como hábito de estudio.
Técnica
La técnica conocida como speed reading («lectura veloz») combina muchos aspectos diferentes para leer más rápido. En general es similar a la lectura diagonal pero incluye otros factores como concentración y ejercicios para los ojos.
Algunos críticos de que esta técnica argumentan que solamente es la lectura diagonal con nombre diferente, combinado con factores conocidos por sentido común. No hay prueba que ejercicios para los ojos mejoran la percepción visual. No es necesario pagar seminarios para saber que concentración e iluminación buena son imprescindibles para leer rápido.
Algunos consideran que se trata de una técnica para ejercitar la concentración durante la lectura, lo que permite reducir considerablemente el tiempo de absorción de la información. Muchos han desarrollado la capacidad de lectura veloz por sus propios medios, y coinciden en que la única clave es la concentración.

### PhotoReading
En el PhotoReading, inventado por Paul R. Scheele, el lector lee una página en total. Al principio gana una idea general del texto usando lectura diagonal para leer índice, títulos y párrafos especiales como el texto en el revés de un libro. Después mira las páginas una por una, se detiene unos segundos con mirada no enfocada, en un estado mental muy relajado. Después de leer una página así «activa» el contenido del texto cerrando los ojos y dando rienda suelta a los pensamientos. Se compara la técnica con la memoria eidética.
porque experimentos demostraron que lectores no extraen información de pasajes no enfocados. Sospechan que la información obtenida por PhotoReading viene de la lectura diagonal y de la imaginación del lector. Pero aunque fuera muy fácil verificar la técnica, no existen experimentos haciéndolo.
Un lector veloz necesita saber: comprensión ÷ tiempo = V
- V = Velocidad

Total (de palabras leídas menos el porcentaje de no comprendidas, divididas entre el total de segundos empleados, multiplicados por 60.
- Ejemplo 1: Una página con 600 palabras, leída en 4 minutos con 30 por ciento no comprendido, se evalúa así: 600 - 30 por ciento = 420 ÷ 4 minutos = 105 palabras por minuto.
- Ejemplo 2: 2 páginas con 200 palabras cada una se leen en 2:20 (min. s; con media página mal comprendida, se calcula así: 400 -100 = 300 ÷ 140 = 2.14 X 60 = 123 palabras por minuto.
- Explicación: 400 palabras, menos la cuarta parte mal comprendida son 100 y quedan 300 bien comprendidas, entre 2:20 (min. s) es decir 140 segundos = 2.14 palabras leídas por segundo en promedio de dos páginas.

## Historia de la lectura

### En la antigüedad
Los primeros jeroglíficos fueron diseñados hace 5000 años, en cambio los alfabetos fonéticos más antiguos tienen alrededor de 3500 años. Las primeras obras escritas en ocasiones permitían tener solamente una parte del texto.
Entre el siglo II y el IV, la introducción del pergamino permitió la redacción de obras compuestas por varios folios largos que podían guardarse juntos y leerse consecutivamente. El libro de la época actual sigue este mismo principio, pero la nueva presentación permite consultar su contenido en una manera menos lineal, es decir, acceder directamente a cierto pasaje del texto.
Alrededor del siglo X las palabras se escribían una tras otra, sin espacios en blanco ni puntuación (scriptio continua):
Por otra parte, si bien textos que datan del siglo V a. C. atestiguan que en Grecia se practicaba la lectura en silencio, probablemente fuese una práctica excepcional durante siglos. La lectura en voz alta era casi sistemática. En sus Confesiones, el santo católico Agustín de Hipona menciona su estupefacción cuando vio al santo Ambrosio de Milán leer en silencio.

### Edad Media y Renacimiento
Durante mucho tiempo el lector no era del todo libre en la selección del material de lectura.
La censura eclesiástica, tuvo entre sus primeros antecedentes el establecimiento de la licencia previa de impresión en la diócesis de Metz en 1485. El papa Alejandro VI dispuso la censura de obras para las diócesis de Colonia, Maguncia, Tréveris y Magdeburgo en 1501 y luego fue generalizada en la Iglesia Católica por León X.
En España la licencia previa del Consejo Real a la edición de las obras fue extendida a todo el territorio por disposición de la corona. Aunque los arzobispos de Toledo y Sevilla, al igual que los obispos de Burgos y Salamanca tenían atribuciones para determinar esas licencias, las ordenanzas de la Coruña de 1554 reservaron tales actividades al Consejo Real, es decir, el Estado.
En el año 1559 la Sagrada Congregación de la Inquisición de la Iglesia católica (posteriormente llamada la Congregación para la Doctrina de la Fe) creó el Index Librorum Prohibitorum, cuyo propósito era prevenir al lector contra la lectura de las obras incluidas en la lista.
El término Ad Adsum Delphini (para uso del príncipe), se refiere precisamente a ediciones especiales de autores clásicos que Luis XIV (1638-1715), autorizó a leer a su hijo, en las que, a veces, se censuraban cosas. Aún actualmente, se aplica a las obras alteradas con intención didáctica o a obras censuradas con intención política.

### Época contemporánea
Hoy en día la lectura es el principal medio por el cual la gente recibe información (aun a través de una pantalla), pero esto ha sido así solo por los últimos 175 años aproximadamente. Salvo contadas excepciones, antes de la Revolución industrial la gente alfabetizada o letrada era un pequeño porcentaje de la población en cualquier nación.

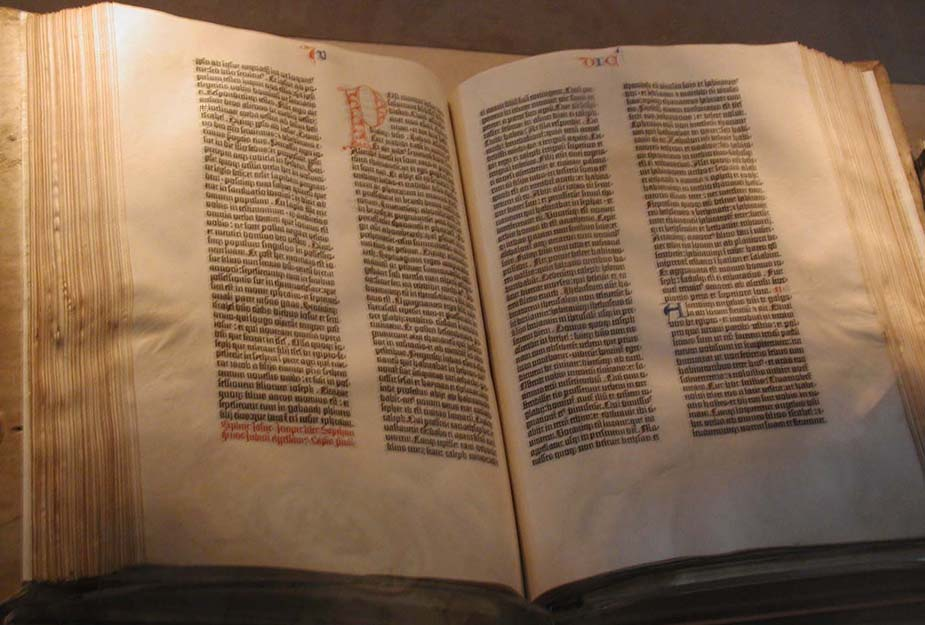
Biblia de Gutenberg.

La lectura se convirtió en una actividad de muchas personas en el siglo XVIII. Entre los obreros, la novela por entregas continuó leyéndose en voz alta hasta la Primera Guerra Mundial. Por tanto, en Europa, la lectura oral, el canto y la salmodia ocuparon un lugar central, como lo hace aún en las ceremonias religiosas judías, cristianas y musulmanas.
Durante el siglo XIX, la mayor parte de los países occidentales procuró la alfabetización de su población, aunque las campañas tuvieron mayor efectividad en cuanto a población y tiempo entre los países de religión protestante, en donde se considera como uno de los derechos importantes del individuo el ser capaz de leer la Biblia.

### La lectura en línea
- Libro-e, libro electrónico o e-book

Los libros electrónicos son una versión electrónica o digital de un libro (con una edición bastante similar o igual a una versión en papel). Los formatos más comunes son .doc, .lit y .pdf y se puede tener acceso a ellos adquiriendo el ejemplar (CD o archivo) mediante pago o bien a través de bibliotecas virtuales.
- El hipertexto

Se conoce como hipertexto a la forma de estructuración de la información a través de enlaces, forma parte de la interfaz del usuario. Posibilitan la bifurcación de temáticas o de la lectura a través de hipervínculos
- Ezine, revista electrónica o e-zine

Publicaciones periódicas que emplean como medio de difusión un formato electrónico y que suelen estar estructuradas con hipertexto.
- Blog

Bitácora web que recopila cronológicamente archivos de texto, imagen o sonido de uno o más autores.
- Biblioteca virtual

Son bibliotecas que ofrecen su acervo (documentos digitalizados e e-books) a los usuarios a través de Internet. Constituyen actualmente una herramienta frecuente en la investigación.
- Comunidades virtuales

## Enseñanza de la lectura

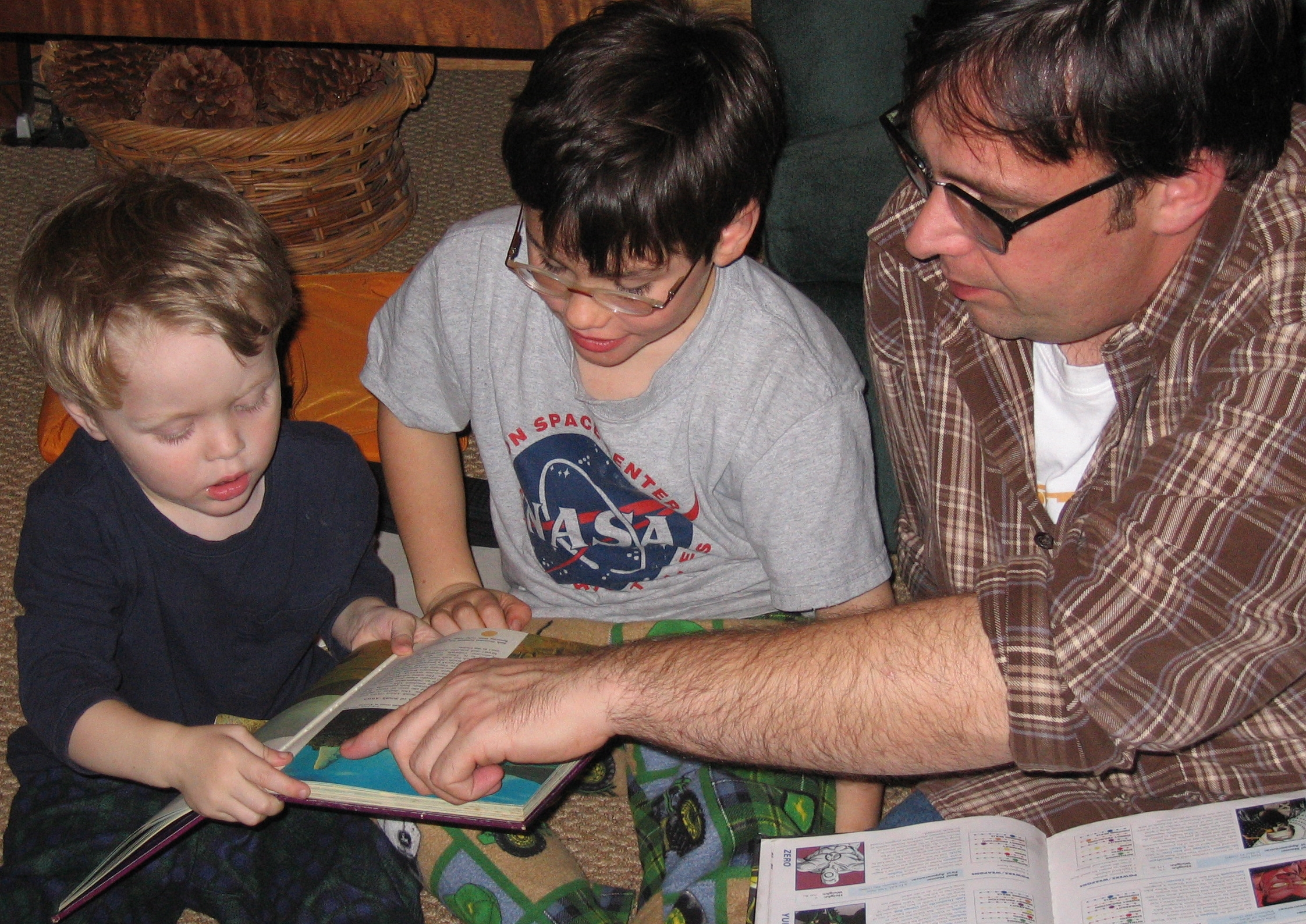
Un adulto leyendo con dos niños.

La enseñanza de la lectura tendrá como finalidad lograr una lectura mecánica correcta. En esta fase el alumno ha de adquirir una serie de automatismos que le permitan interpretar unos signos gráficos a través de la percepción visual y darles una identidad oral. Todas esas asociaciones las ha de hacer con rapidez, con una velocidad que le permita leer mecánicamente y comprender el sentido de lo que está leyendo. Así entramos en la lectura comprensiva. Para realizar la comprensión de un texto escrito no solo ha de asociar las letras con los sonidos correspondientes, sino también, las palabras con su significado. A través de la lectura, primero mecánica y después comprensiva, hay que llegar a alcanzar una postura de reflexión crítica acerca de lo que se ha leído, entrando así en la lectura reflexiva.
Existen varios métodos de enseñanza de la lectura; los más relevantes son los siguientes:
El método fónico se basa en el principio alfabético, el cual implica la asociación más o menos directa entre fonemas y grafemas. Este método, cuya aplicación debe ser lo más temprana posible, comprende una enseñanza explícita de este principio, con especial atención a las relaciones más problemáticas y yendo de las vocales a las consonantes. El fundamento teórico de este método es que una vez comprendida esta sistemática el niño está capacitado para entender cualquier palabra que se le presente.
Esta dirección del aprendizaje, primero la técnica y luego el significado, es la que más críticas suele suscitar, en tanto se arguye que es poco estimulante retrasar lo más importante de la lectura, la comprensión de lo que se lee. El método, obviamente solo útil en lenguas con sistema de escritura alfabético, plantea problemas en algunas de estas, donde la relación fonema/letra no es ni mucho menos unidireccional.
El método global, por su parte, considera que la atención debe centrarse en las palabras pues son las unidades que tienen significado, que es al final el objetivo de la lectura. Lógicamente, este método se basa en la memorización inicial de una serie de palabras que sirven como base para la creación de los primeros enunciados; posteriormente, el significado de otras palabras se reconoce con la ayuda de apoyo contextual (dibujos, conocimientos previos, etc.). De hecho, un aspecto básico de este método es la convicción de que el significado de un enunciado no exige el conocimiento individual de todas las palabras que lo componen, sino que es un resultado global de la lectura realizada que, a su vez, termina por asignar un significado a aquellas palabras antes desconocidas.
El método constructivista, basado en la obra de Jean Piaget, plantea la enseñanza de la lectura a partir de las hipótesis implícitas que el niño desarrolla acerca del aspecto fonológico; esto es, un niño en su aprendizaje normal de la lengua escrita termina por desarrollar naturalmente ideas sobre la escritura, en el sentido de advertir, por ejemplo, que no es lo mismo que los dibujos y llegando a establecer relaciones entre lo oral y lo escrito.
Durante décadas, se planteó un debate sobre la pertinencia de los distintos métodos. En los últimos años, el debate resurgió entre los investigadores que mostraron el rol fundamental de la conciencia fonológica para el aprendizaje de la lectura y la escritura y los promotores del enfoque del lenguaje integral Stanovich, 2000). Actualmente, la discusión acerca de los métodos ha quedado resuelta, puesto que existe una evidencia empírica abrumadora de estudios que muestran la importancia de la conciencia fonológica en el proceso de la alfabetización (Ehri et al., 2001; Berninger & Corina, 1998).
En general se asume que es posible y necesario integrar aspectos del método fónico y global para una enseñanza y un aprendizaje exitosos.

### Promoción de la lectura
Se recomienda empezar con un libro pequeño elegido por la persona, y conforme el avance libros más grandes

## Comprensión de lectura
La comprensión de lectura tiene mayor peso dentro del contexto de los ejercicios del razonamiento y tiene como objetivo desarrollar la habilidad para leer en forma analítica; constituye uno de los objetivos básicos de los nuevos enfoques de la enseñanza.
Los ejercicios de comprensión de lectura miden:
- la capacidad para reconocer el significado de una palabra o frase en el contexto de las demás ideas;
- la habilidad para entender e identificar lo fundamental de la lectura;
- la habilidad para identificar las relaciones entre las ideas para realizar el análisis y síntesis de la información.

Para mejorar la comprensión lectora, es fundamental tener en cuenta varios aspectos clave que involucran tanto el proceso cognitivo como el físico. A continuación, se presentan los elementos esenciales para optimizar esta habilidad:
1. Interacción entre el texto, la vista y el cerebro: La lectura es un proceso en el que los ojos capturan la información del texto, mientras que el cerebro la interpreta y le da significado. Es crucial que la lectura sea clara y cómoda para los ojos, ya que cualquier dificultad visual puede interferir en la comprensión. Además, la atención plena es necesaria para que el cerebro pueda procesar correctamente la información.

2. Percepción y memorización: La comprensión lectora implica no solo entender lo que se lee, sino también poder retenerlo en la memoria. Para facilitar este proceso, es útil visualizar internamente lo que se está leyendo, creando imágenes mentales o asociando conceptos abstractos con experiencias concretas. Esta conexión entre lo imaginado y lo percibido favorece la retención de la información.

3. Abstracción y generalización: A medida que se profundiza en el contenido de un texto, es importante desarrollar la capacidad de abstraer conceptos. Esto significa poder generalizar ideas complejas y encontrar patrones o relaciones entre distintos elementos. Esta habilidad es especialmente útil en disciplinas como las matemáticas, donde el razonamiento abstracto es esencial para resolver problemas.

4. Estado de lucidez y factores que lo influyen: Para razonar de manera efectiva sobre lo que se lee, es necesario estar en un estado óptimo de lucidez. Factores como el descanso adecuado, una alimentación balanceada, la salud física y el ejercicio regular son fundamentales para mantener una mente clara y enfocada. El esfuerzo sostenido debe equilibrarse con momentos de descanso para evitar la fatiga mental y mejorar el rendimiento cognitivo.

5. Técnicas de memorización: Para recordar lo que se ha aprendido, es útil seguir ciertos principios básicos:
Comprensión: Entender el material es el primer paso para retenerlo.
Asociación: Relacionar nuevas ideas con conocimientos previos o experiencias personales facilita la memorización.
Repetición: La práctica continua y la exposición repetida a la información ayudan a fijarla en la memoria a largo plazo.
Uso: Aplicar lo aprendido en diferentes contextos o situaciones refuerza la retención y comprensión del contenido.

En resumen, mejorar la comprensión lectora implica cuidar tanto el aspecto físico como el cognitivo del proceso de lectura, utilizando técnicas que favorezcan la memorización, el razonamiento abstracto y el estado de lucidez necesario para un aprendizaje efectivo.
.

### Evaluación de la lectura
Dado que la lectura interviene en la adquisición de múltiples tipos de conocimiento, existen diversos tipos de prueba de lectura, que varían de acuerdo con lo que se pretenda evaluar y si se aplican en niños o en adultos. Las pruebas estándar se deben emplear sobre una muestra grande de lectores, con lo cual quien las interpreta puede determinar lo que es típico para un individuo de determinada edad. La competencia lectora depende de muchos factores, además de la inteligencia. Además, debemos comprender a la lectura como una práctica social que se da en diversos espacios de actividad y se adecúa a cada uno de estos; ya que, dependiendo del ámbito, el contexto y la situación de comunicación debemos decidir de qué manera abordaremos esa lectura y qué estrategias tomaremos para lograr nuestro principal objetivo que es el de la comprensión del texto. 
Los tipos comunes de prueba de lectura son:
- Lectura visual de palabras. Se emplean palabras incrementando la dificultad hasta que el lector no puede leer o entender lo que se le presenta. El nivel de dificultad se manipula con una mayor cantidad de letras o sílabas, usando palabras menos comunes o con relaciones fonético-fonológicas complejas.
- Lectura de "no palabras". Se emplean listas de sílabas pronunciables pero sin sentido que deben ser leídas en voz alta. El incremento de la dificultad se logra mediante secuencias más largas.
- Lectura de comprensión. Se presenta al lector un texto o pasaje del mismo que puede ser leído en silencio o en voz alta. Luego se plantean preguntas relacionadas para evaluar qué se ha comprendido.
- Fluidez de lectura. Se evalúa la velocidad con la que el individuo puede nombrar palabras.
- Precisión de lectura. Se evalúa la habilidad de nombrar correctamente las palabras de una página.

Algunas pruebas incorporan varios de los tipos anteriores, por ejemplo, la prueba de lectura Nelson-Denny mide tanto la velocidad con la que se puede leer un determinado pasaje como la habilidad para luego responder preguntas sobre él.

## Beneficios de la lectura
La lectura estimula la actividad cerebral, fortalece las conexiones neuronales y aumenta la reserva cognitiva del cerebro, un factor que protege de enfermedades neurodegenerativas.
El cerebro así realiza mejor sus funciones, incrementa la rapidez de respuesta, estimula el proceso de pensamiento, la ordenación e interrelación de ideas y conceptos, la memoria y la imaginación. También facilita la interacción y las relaciones sociales ya que facilita el desarrollo de temas de conversación.